# Asota tortuosa
Asota tortuosa là một loài bướm đêm thuộc họ Erebidae. Nó được tìm thấy ở Trung Quốc, Ấn Độ, Myanma, Nepal, Sikkim và Đài Loan.
Sải cánh dài 61–67 mm.